# Manzana de Cashte
Manzana de Cashte är en ort i Mexiko.   Den ligger i kommunen Villa de Allende och delstaten Mexiko, i den södra delen av landet, 110 km väster om huvudstaden Mexico City. Manzana de Cashte ligger 2 430 meter över havet och antalet invånare är 500.
Terrängen runt Manzana de Cashte är kuperad åt sydost, men åt nordväst är den bergig. Runt Manzana de Cashte är det ganska tätbefolkat, med 144 invånare per kvadratkilometer. Närmaste större samhälle är Ixtapan del Oro, 15,9 km sydväst om Manzana de Cashte. I omgivningarna runt Manzana de Cashte växer huvudsakligen savannskog.